# 30ª Squadriglia
La 30ª Squadriglia del Servizio Aeronautico del Regio Esercito volava con aerei Farman.

## Storia

### Prima guerra mondiale
Il 15 aprile 1916 nel cambio dei nomi di tutte le squadriglie la 6ª Squadriglia da ricognizione e combattimento di Chiasiellis comandata dal Capitano Guido Olivo dotata di Farman 14 con motore Fiat A.10 da 100 hp del II Gruppo (poi 2º Gruppo) diventa 30ª Squadriglia.
Il 25 aprile si sposta al Campo di aviazione di Verona-Tombetta nel III Gruppo (poi 3º Gruppo caccia terrestre) per la 1ª Armata (Regio Esercito) con 7 piloti tra cui il Sottotenente Antonio Locatelli, il Sergente Arturo Dell'Oro ed il soldato Giannino Ancillotto, 10 osservatori tra cui il Cap. Mario Ajmone Cat che dal 1935 al 1936 comanderà l'Aeronautica dell'Africa Orientale e dal 1944 al 1951 Capo di stato maggiore dell'Aeronautica Militare ed un mitragliere.
Il 7 maggio 3 aerei bombardano gli accampamenti di Mattarello, il 18 e 19 maggio apprestamenti nemici sull'Altopiano di Folgaria con gli aerei della 5ª Squadriglia Caproni, il 25 maggio la ferrovia di Mattarello ed il 5 e 9 giugno Calliano (Trentino-Alto Adige).
Il 15 giugno il Cap. osservatore Enrico Giorgetti e Locatelli, in ricognizione su Mezzolombardo, rivendicano una vittoria a Nave San Rocco colpendo l'Hansa-Brandenburg C.I della Flik 7 con la mitragliatrice ed osservando l'aereo picchiare non governato ed il 20 giugno bombardano l'Aeroporto di Cirè.
Il 21 luglio torna a Chiasiellis nel II Gruppo con 7 piloti e 4 osservatori ed in settembre arriva il S.Ten. osservatore Gino Graziani.
Il 25 ottobre il comando passa al Cap. Filippo Aliquò Mazzei ed il 1º novembre il Maresciallo pilota Nicola Cena e Graziani rivendicano una vittoria.
Il 1º dicembre 7 aerei bombardano il paese e la stazione di Dorimbergo lanciando 220 kg di bombe e durante il 1916 il reparto ha svolto 302 voli di guerra sostenendo 15 combattimenti aerei.
Il 1º gennaio 1917 disponeva di 10 piloti tra cui il Tenente Gastone Novelli (aviatore) e 6 osservatori ed in maggio il comando interinale passa al Ten. osservatore Luigi Premoli.
Il 25 maggio 5 aerei lanciano su Bristof (tra il Sabotino ed il Monte San Gabriele) ed il Monte Santo di Gorizia 24 bombe sparando 1.000 cartucce ed il 15 luglio 1917 viene sciolta dopo 545 voli di guerra, 1264 foto, 369 bombe lanciate, 3.800 cartucce sparate, 54 combattimenti aerei e 2 vittorie rivendicate.

### Seconda guerra mondiale
Al 10 giugno 1940 la 30ª Squadriglia Osservazione Aerea con 6 IMAM Ro.37bis della Regia Aeronautica era all'Aeroporto di Palermo-Boccadifalco nel 76º Gruppo Osservazione Aerea nella 1ª Divisione Aerea “Aquila” del 2ª Squadra aerea operando anche a supporto del 12º Corpo d'Armata nell'Aviazione Ausiliaria per l'Esercito.
Nel luglio 1942 riceve i Caproni Ca.313 quando era nel 76º Gruppo Osservazione Aerea.
Ai primi di settembre 1943 era all'Aeroporto di Le Luc – Le Cannet con 7 CA 313 nel 76º Gruppo del 19º Stormo Osservazione Aerea dell'Aviazione Ausiliara per l'Esercito nell'ambito dell'Occupazione italiana della Francia meridionale.